# Days Go By (canção de Dirty Vegas)
"Days Go By" é uma canção da banda britânica Dirty Vegas, para o seu álbum homônimo. A música é vencedora na categoria Best Dance Recording na Grammy Awards de 2003.
Em 2013, a faixa foi incluída na banda sonora do Grand Theft Auto V.